# Bazi rossz Valentin-nap
A Bazi rossz Valentin-nap (eredeti cím: I Hate Valentine's Day) 2009-ben bemutatott amerikai romantikus filmvígjáték, melynek rendezője, forgatókönyvíró és főszereplője Nia Vardalos. A férfi főszereplő John Corbett, aki Vardalos 2002-es Bazi nagy görög lagzi című sikerfilmjében is főszereplő volt.
A film bemutatója 2009. július 3-án volt, DVD-n 2010. február 9-én jelent meg.

## Cselekménye
|  | Alább a cselekmény részletei következnek! |

New Yorkban a virágboltos Genevieve Gernier (Nia Vardalos) meggyőződése szerint nem szabad hosszú távú párkapcsolatba bocsátkozni, legjobb a romantika és a randevúzás, ami szerinte öt randevú után véget kell érjen. Így senki mellett nem kötelezi el magát és saját bevallása szerint mindig boldog. Egyik nap a közeli üzlethelyiséget Greg Gatlin (John Corbett) bérli ki, aki tapas-bárat hoz létre benne. Amikor ők ketten közelebbi kapcsolatba kerülnek, a férfi először meglepődik a nő „csak 5-randi” szabályán, majd elfogadja a dolgot, mivel az számára sem jár elkötelezettséggel.
Első randijuk a tapas étterem megnyitóján van, a második egy modern képzőművészeti kiállításon, a harmadik egy karaoke-bárban, a negyediken Greg a lakásában főz vacsorát. Ez utóbbi annyira jól sikerül, hogy Genevieve aznap éjjel és másnap éjjel is ott alszik a férfi lakásán.
Mivel túl vannak a Genevieve szerint négy, a férfi szerint azonban öt randin, Genevieve szembesül saját szabálya negatív következményeivel. Kiderül, hogy Genevieve azért hozta ezt a szabályt, mert apja megcsalta az anyját, aki szenvedett emiatt és ő nem akart ugyanerre a sorsa jutni. Apjával megszakított minden kapcsolatot, bár apja rendszeresen keresi telefonon.
Amikor megtudja, hogy anyja már nem haragszik a férjére és rendszeresen beszélgetnek, Greg pedig hiányozni kezd neki, Genevieve úgy érzi, változtatnia kell addigi felfogásán. Greg is mindent megtesz, hogy a kapcsolat folytatódjék.
|  | Itt a vége a cselekmény részletezésének! |

## Szereplők
| Szerep                                            | Színész           | Magyar hang     |
| ------------------------------------------------- | ----------------- | --------------- |
| Genevieve Gernier                                 | Nia Vardalos      | Orosz Anna      |
| Greg Gatlin                                       | John Corbett      | Forgács Péter   |
| Bill, Genevieve meleg beosztottja a virágüzletben | Stephen Guarino   | Markovics Tamás |
| Bob, Genevieve meleg beosztottja a virágüzletben  | Amir Arison       | Seder Gábor     |
| Tammy Greenwood                                   | Zoe Kazan         | Dögei Éva       |
| Cal, Greg ismerőse                                | Gary Wilmes       | Dózsa Zoltán    |
| John                                              | Mike Starr        | Bácskai János   |
| Brian Blowdell                                    | Jason Mantzoukas  | Láng Balázs     |
| Dan O'Finn                                        | Judah Friedlander | Kapácsy Miklós  |
| Kathy Jeemy                                       | Rachel Dratch     | Biró Anikó      |
| Tim                                               | Jay O. Sanders    | Beratin Gábor   |

## Fogadtatás
Az Egyesült Államokban 2009. július 3-án mutatták be. A film összbevétele 1 590 094 dollár lett.
A kritikusok véleménye túlnyomórészt negatív volt. A filmkritikusok véleményét összegző Rotten Tomatoes 26 vélemény alapján 15%-ra értékelte. A Metacritic 17 pontot adott rá a lehetséges 100-ból, 13 kritikus véleménye alapján.

## Fordítás
Ez a szócikk részben vagy egészben  az   I Hate Valentine's Day című angol Wikipédia-szócikk fordításán alapul.  Az eredeti cikk szerkesztőit annak laptörténete sorolja fel. Ez a jelzés csupán a megfogalmazás eredetét és a szerzői jogokat jelzi, nem szolgál a cikkben szereplő információk forrásmegjelöléseként.